# Mogonye
Mogonye is een dorp in het district Southern in Botswana. De plaats telt 577 inwoners (2011).